# المودولور
المودولور (بالفرنسية: Le Modulor) هو نظام للقياسات البشرية ذو أبعاد وضعت من قبل المعماري الفرنسي - السويسري لو كوربوزييه (1887-1965). يُتسعمل لتحديد نسب المنحوتات والتصاميم الفنية بشكل عام، وهو عبارة عن متوالية أرقام يحصل عليها بضرب الرقم بالعدد الذهبي 5+2/1. وهو سلم من المقاييس المتدرجة والمتناسقة مع المقياس الإنساني، يطبق عالميا في الهندسة المعمارية والمكانيكية.
أوجد لو كوربوزييه أسلوباً جديداً من خلال المودولور منذ 1947، ليس فقط لخلق فضاءات معمارية معاصرة، بل أيضاً رؤية منطقية لفهم المتطلبات الحياتية للإنسان الحديث بنواحيها المادية والمعنوية. يعتبر اختراع المودولور أحد أهم انتاجات هذا المعمار وذلك بتقديمه طريقة مبتكرة للقياس تجمع بين الإرهاف الفني والحساب العقلاني للأشياء.
في عام 1948 ظهر أول كتاب عن المودولور، وظهر الجزء الثاني في عام 1954.